# Гипогликемическая кома
Гипогликеми́ческая ко́ма — остро возникающее патологическое состояние, проявляющееся реакцией нервной системы в определённой последовательности (кора больших полушарий → мозжечок → подкорково-диэнцефальные структуры → жизненно важные центры продолговатого мозга), связанное с падением или резким перепадом уровня гликемии (концентрации углеводов в плазме крови). Кома развивается остро. Иногда кратковременный период предвестников настолько мал, что кома начинается практически внезапно — в течение нескольких минут наступает потеря сознания и даже паралич жизненно важных центров продолговатого мозга.
Таким образом, гипогликемическая кома — крайняя степень проявления гипогликемии, развивающаяся при быстром снижении концентрации глюкозы в плазме крови и резком падении утилизации глюкозы головным мозгом (чаще всего — результат несоответствия дозы вводимого инсулина или значительно реже от препаратов сульфонилмочевины и поступающей пищи). Симптоматика гипогликемии, предшествующей стадии гипогликемической комы, весьма разнообразна и обусловлена двумя основными механизмами:
- уменьшением содержания глюкозы в головном мозге (нейрогликопенией) — характерны различные нарушения поведения, неврологические проявления, нарушение и потеря сознания, судороги и, наконец, кома;
- реакциями, связанными с возбуждением симпатико-адреналовой системы — характерны многообразные вегетативные нарушения, тахикардия, спазм сосудов, пиломоторная реакция, потоотделение, ощущение напряжения, беспокойства, страха[3].

## Этиология
Гипогликемическая кома развивается у больных сахарным диабетом, в большинстве случаев, при несоответствии дозы вводимого инсулина или препаратов сульфонилмочевины и поступающей пищи, особенно углеводной. При сахарном диабете гипогликемическая кома развивается значительно чаще, чем кетоацидотическая.
Обычно гипогликемии и гипогликемические комы возникают у больных с тяжёлыми, крайне лабильными формами инсулинозависимого сахарного диабета, при которых установить внешнюю причину внезапного повышения чувствительности к инсулину невозможно. В остальных случаях провоцирующими моментами бывают длительные перерывы между приёмами пищи, повышенные физические нагрузки, рвота, понос и другие патологические состояния. Сопутствующие сахарному диабету нарушения функции печени, кишечника, эндокринного статуса, развитие почечной недостаточности могут располагать к выраженным гипогликемиям. Чаще гипогликемическая кома развивается при избыточном введении инсулина, что может произойти в следующих случаях:
- ошибка дозировки (концентрация препарата инсулина, например шприцами U40 вместо U100, то есть в 2,5 раза больше назначенной, либо неверно набранная доза инсулина в шприце),
- ошибка введения препарата (не под кожу, а внутримышечно) — длинная игла, либо умышленное внутримышечное введение с целью ускорения и усиления эффекта гормона,
- непринятие углеводов после введения дозы короткого инсулина («забыл перекусить» — второй завтрак, полдник или второй ужин на пике действия препарата инсулина короткого действия),
- «неплановая» физическая активность на фоне отсутствия дополнительного приёма углеводов: ввёл инсулин → «забыл» поесть (не съел дополнительных углеводов для обеспечения необычной физической активности) → поехал на велосипеде [лыжная прогулка, игра в футбол, бассейн, каток и так далее] → гипогликемия → кома,
- массирование места инъекции инсулина (умышленное — с целью ускорить действие препарата инсулина короткого действия или случайное — во время езды на велосипеде инъекция инсулина, сделанная в бедро),
- высвобождение большого количества активного гормона при разрыве комплекса инсулин-антитело,
- на фоне приёма алкоголя,
- при наличии жировой дистрофии печени,
- на фоне хронической почечной недостаточности,
- на ранних сроках беременности,
- суицидальные действия,
- инсулиновые шоки в психиатрической практике и так далее.

У лиц с сахарным диабетом гипогликемическая кома может быть результатом передозировки инсулина, в частности при выведении пациента из состояния кетоацидоза.
Развитие тяжёлой гипогликемической реакции возможно на фоне приёма алкоголя, на сахароснижающее действие которого практически не обращают внимания, учитывая только углеводы в составе алкогольных напитков при составлении диеты. Алкоголь угнетает синтез глюкозы из неуглеводистого сырья в печени, тем самым увеличивая частоту гипогликемий у больных на инсулинотерапии. Чем больше выпито алкоголя, тем продолжительнее угнетение глюконеогенеза, поэтому гипогликемии могут возникать даже через несколько часов после приёма алкоголя.
Низкая концентрация глюкозы в крови регистрируется, если:
- глюкоза выводится из крови с бо́льшей скоростью, чем всасывается в кишечнике или синтезируется печенью,
- распад гликогена и/или синтез глюкозы из неуглеводистого сырья в печени не могут компенсировать скорость элиминации глюкозы,
- сочетаются вышеперечисленные факторы[8].

Нередко наступление компенсации сахарного диабета повышает чувствительность периферических тканей к инсулину, что требует своевременного уменьшения дозы вводимого извне гормона.
Сульфаниламидные препараты крайне редко могут вызывать гипогликемические реакции, преимущественно они могут возникать у пожилых больных при сочетании сахарного диабета с заболеваниями почек, печени или на фоне сердечной недостаточности, а также при голодании или недостаточном питании. Применение некоторых лекарственных препаратов в сочетании с сульфаниламидами может провоцировать развитие коматозного состояния. Например, ацетилсалициловая кислота и другие салицилаты, уменьшая связывание сульфаниламидов белками плазмы крови и понижая их экскрецию с мочой, создают условия для развития гипогликемической реакции.

## Патогенез
Глюкоза — основной источник энергии мозга. Нервная система расходует около 20 % циркулирующей в крови глюкозы. Особая чувствительность центральной нервной системы (ЦНС) к гипогликемии объясняется тем, что, в отличие от других тканей организма, мозг не имеет запасов углеводов и не способен использовать в качестве источника энергии циркулирующие свободные жирные кислоты. При прекращении поступления глюкозы в течение 5—7 минут в клетках коры больших полушарий головного мозга происходят необратимые изменения, при этом гибнут наиболее дифференцированные элементы коры. При гипогликемии резко падает усвоение глюкозы клетками, и в первую очередь, клетками мозга.
В физиологических условиях катаболические пути углеводного, белкового и жирового обмена на определённом этапе пересекаются в цикле Кребса — универсальном источнике энергообеспечения организма. В условиях дефицита углеводов в клетках не остаётся субстрата для цикла Кребса, а в результате распада свободных жирных кислот повышается уровень ацетил-КоА — его количество превышает физиологическую норму, использование в цикле Кребса ограничено из-за дефицита оксалоацетата, вызванного недостатком углеводов, и остаётся единственный путь утилизации ацетил-КоА — синтезируются кетоновые тела.
Проявление гипогликемии — результат реакции ЦНС на снижение уровня глюкозы в крови и угнетение обмена веществ головного мозга. Первым на недостаток глюкозы в плазме циркулирующей крови реагирует «самая молодая» в филогенетическом аспекте кора головного мозга (развивается гипогликемическая аура или предвестники гипогликемической комы), затем мозжечок (координация движений). Если не повысить в этот момент уровень глюкозы в крови, то за этими отделами следует реакция подкорково-диэнцефальных структур и лишь в терминальной стадии гипогликемии процесс захватывает продолговатый мозг с его жизненными центрами — развивается кома. Таким образом, гипогликемическая кома — своеобразный венец запущенной гипогликемии.
При снижении уровня глюкозы включаются механизмы, направленные на гликогенолиз, глюконеогенез, мобилизацию свободных жирных кислот, кетогенез. В этих механизмах участвуют, в основном, 4 гормона: норадреналин, глюкагон, кортизол и гормон роста. Клинические проявления обусловлены гиперадреналинемией и повышением активности симпатической нервной системы. Если реакция на гипогликемию, выражающаяся в выбросе норадреналина, наступает быстро, то у больного появляется слабость, тремор, тахикардия, потливость, беспокойство и чувство голода; симптомы со стороны центральной нервной системы включают головокружение, головную боль, диплопию, затуманенность зрения, нарушение поведения, спутанность сознания, бессвязную речь, потерю сознания, судороги. При медленном развитии гипогликемии превалируют изменения, связанные с ЦНС — реакция на норадреналин может отсутствовать. Гипогликемия свидетельствует о нарушении гомеостатической регуляции концентрации глюкозы в крови; перечисленные симптомы — лишь повод для поиска причины нарушения.
Гипогликемия — состояние, которое развивается у больных сахарным диабетом при падении уровня гликемии ниже 50 мг% (2,78 ммоль/л) или при очень быстром его снижении при нормальных или даже повышенных показателях. Клинические наблюдения свидетельствуют, что такая относительная гипогликемия возможна, когда у больных при высоком уровне гликемии отмечается хорошее самочувствие. Снижение её уровня до нормы приводит к ухудшению состояния: головной боли, головокружению, слабости. В случае сахарного диабета гипогликемическая кома может развиваться при резком снижении показателя гликемии (уровня глюкозы в плазме крови) более, чем на 5 ммоль/л (независимо от исходного уровня). ЦНС реагирует не на абсолютную величину гликемии, а на её резкие перепады (не успевает приспособиться к извлечению глюкозы из менее концентрированного раствора). Именно этот механизм приводит к определению «нормальных» или даже повышенных уровней гликемии при развитии гипогликемической комы у пациентов, получавших инсулинотерапию и не достигших удовлетворительной компенсации углеводного обмена.

## Клиническая картина
Как правило, развивается внезапно. При лёгкой начальной гипогликемии у больного появляется чувство жара, дрожание рук и всего тела, иногда головная боль, голод, повышенная потливость, ощущение сердцебиения, общая слабость. Начальные симптомы гипогликемии обычно легко устраняются своевременным приёмом углеводов — все лица, получающие инсулинотерапию, должны носить с собой таблетки глюкозы (кусочки сахара, конфеты, сок) на случай гипогликемии и своевременно ими пользоваться.
При лечении препаратами инсулина пролонгированного действия (пик действия — вечерние и ночные часы) гипогликемические реакции возможны во второй половине дня и ночью. Если выраженные гипогликемии развиваются ночью, во сне, они долгое время могут оставаться незамеченными. Сон становится поверхностным, тревожным, часты кошмарные сновидения. Во сне дети плачут, кричат, а при пробуждении отмечается спутанность сознания и ретроградная амнезия. После таких ночей пациенты на протяжении всего дня остаются вялыми, капризными, раздражительными, угрюмыми и апатичными. Утром пациенты жалуются на разбитость, некоторые — на кошмарные сновидения. Гликемия утром натощак может оказаться высокой («реактивная» гликемия на ночное падение уровня сахара в крови).
Больной в гипогликемической коме бледен, кожа влажная, отмечается тахикардия, дыхание ровное, тургор глазных яблок обычен, язык влажный, отсутствует запах ацетона, мышечный тонус повышен. Если помощь не оказана, по мере углубления гипогликемической комы дыхание становится поверхностным, снижается артериальное давление, отмечается брадикардия, гипотермия, развивается мышечная атония, гипо- и арефлексия. Реакция зрачков на свет и роговичные рефлексы отсутствуют.
Если начальный период гипогликемии остаётся нераспознанным, состояние больного резко ухудшается — появляются судороги различных групп мышц, тризм, общее возбуждение, рвота, угнетение сознания развивается гипогликемическая кома. Глюкоза в моче обычно не определяется, реакция мочи на ацетон может быть положительной или отрицательной, в зависимости от предшествующей степени компенсации углеводного обмена.
Гипогликемии могут развиваться и на фоне декомпенсированного течения лабильного сахарного диабета с кетоацидозом. В ответ на гипогликемию компенсаторно повышается выделение контринсулярных гормонов, что способствует возникновению кетоацидоза, декомпенсации сахарного диабета, нарушению тонуса сосудов (прессорный эффект катехоламинов), развитию тромбоэмболических осложнений.
У длительно болеющих лиц с хронической гипергликемией симптомы гипогликемии могут наблюдаться при нормальных уровнях гликемии, при отсутствии абсолютного снижения уровня глюкозы (при 3,3—6,6 ммоль/л, а иногда и выше). Такие состояния чаще наступают при значительных, быстро наступающих перепадах уровней гликемии (например, быстрое снижение с 18—19 ммоль/л до 7—8 ммоль/л).
| В развитии гипогликемической реакции различают 5 стадий | В развитии гипогликемической реакции различают 5 стадий |
| ------------------------------------------------------- | --- |
| I стадия — корковая,                                    | характеризуется появлением чувства голода, раздражительностью, головной болью, изменением настроения. В этой стадии поведение больных адекватно, но не все ощущают наступление гипогликемии. При объективном обследовании отмечается тахикардия, влажность кожного покрова. |
| II стадия — подкорково-диэнцефальная,                   | проявляется вегетативными реакциями и неадекватным поведением. Клиническая картина характеризуется профузной потливостью, повышенной саливацией, тремором, диплопией, манерностью (агрессивность или веселье, попытки добыть пищу). |
| III стадия — гипогликемии,                              | обусловлена вовлечением в патологический процесс среднего мозга и характеризуется резким повышением мышечного тонуса, развитием тонико-клонических судорог, напоминающих эпилептический припадок. При объективном обследовании определяются симптом Бабинского, расширение зрачков, сохраняется влажность кожного покрова, тахикардия, артериальная гипертензия.                                                                             |
| IV стадия — собственно кома,                            | обусловлена вовлечением в патологический процесс верхних отделов продолговатого мозга. Клиническая картина сопровождается полной потерей сознания. При объективном осмотре отмечается повышение сухожильных и периостальных рефлексов, тонус глазных яблок нормальный или повышен, зрачки расширены. Кожный покров влажный, дыхание обычное, тоны сердца усилены, пульс учащён, артериальное давление нормальное или незначительно повышено. |
| V стадия — глубокой комы,                               | обусловлена вовлечением в патологический процесс нижних отделов продолговатого мозга и нарастающим гипергидрозом. Клинически отмечается прогрессирование коматозного состояния: наблюдается арефлексия, снижается тонус мышц, прекращается потоотделение, нарушается сердечный ритм, снижается артериальное давление, возможно нарушение дыхания центрального генеза.                                                                        |

Опасным осложнением является отёк мозга, который проявляется менингеальными симптомами, рвотой, гипертермией, нарушением дыхания и сердечной деятельности.

## Диагностика
Основным биохимическим критерием, позволяющим диагностировать гипогликемию, является низкий уровень глюкозы в крови:
- первые симптомы гипогликемии проявляются при его снижении до 3,33—2,77 ммоль/л (60—50 мг%);
- при уровне гликемии 2,77—1,66 ммоль/л (50—30 мг%) отмечаются все типичные признаки гипогликемии;
- потеря сознания обычно наступает при уровне глюкозы в крови 1,65—1,38 ммоль/л (30—25 мг%) и ниже.

Существенное значение имеет скорость снижения гликемии. У пациентов с длительно некомпенсированным инсулинозависимым сахарным диабетом гипогликемическая кома может развиться при нормальной или даже повышенной гликемии (11,1 ммоль/л, 200 мг% и ниже). Это происходит при быстром снижении гликемии от очень высоких уровней к более низким (например, с 22,2 ммоль/л, 400 мг% до 11,1 ммоль/л, 200 мг% и так далее). Другие лабораторные данные при гипогликемической коме неспецифичны. Глюкоза в моче, как правило, отсутствует, но у больных сахарным диабетом она может определяться, если выделилась в мочу до развития комы.
Клиническая картина в сочетании с низкой гликемией дают возможность установить диагноз: гипогликемическая кома.

## Дифференциальная диагностика
Необходимо различать гипогликемию (которая встречается у здорового индивидуума при голодании) и гипогликемическую кому — крайнюю степень гипогликемии с угнетением сознания, вызванным передозировкой инсулина.
Некорректно относить гипогликемическую кому (остро возникший избыток инсулина) к «диабетическим», связанным с абсолютным или относительным недостатком инсулина. Так, инсулиновый шок (вариант гипогликемической комы) встречается не у больных сахарным диабетом и, соответственно, не является «диабетической комой».
Выделяют три вида диабетической комы:
- кетоацидоз,
- лактатацидоз,
- гиперосмолярная диабетическая кома.

Два вида диабетической комы (кетоацидоз и гиперосмолярная диабетическая кома) представляют собой крайние степени расстройства метаболизма, свойственных сахарному диабету. Лактатацидоз не является специфическим синдромом для сахарного диабета (обычно развивается как осложнение тяжёлых общих заболеваний на его фоне).
Чаще всего гипогликемическую кому следует отличать от диабетической кетоацидотической комы. Процитируем таблицу
Дифференциальный диагноз диабетической и гипогликемической комы
| Показатели                         | Диабетическая кома (кетоацидоз)                               | Гипогликемическая кома                                                      |
| Причины                            | Причины                                                       | Причины                                                                     |
| ---------------------------------- | ------------------------------------------------------------- | --------------------------------------------------------------------------- |
| Доза инсулина                      | Недостаточная                                                 | Избыточная                                                                  |
| Питание                            | Нарушение режима питания (злоупотребление жирами)             | Недостаточное (после введения инсулина)                                     |
| Прочие                             | Интеркуррентное заболевание                                   | Лабильное течение диабета — рвота, понос, улучшение состояния (компенсация) |
| Динамика                           |                                                               |                                                                             |
| Развитие                           | Продромальное                                                 | Быстрое и внезапное                                                         |
| Угасание сознания                  | Постепенное                                                   | Быстрое и полное                                                            |
| Признаки                           |                                                               |                                                                             |
| Симптомы                           | Сухость кожи, обезвоживание, цианоз кожи и слизистых оболочек | Бледность и потливость                                                      |
| Язык                               | Сухой                                                         | Влажный                                                                     |
| Мышцы                              | Гипотония                                                     | Ригидность, тризм жевательных мышц                                          |
| Судороги                           | Нет                                                           | Есть, симптом Бабинского                                                    |
| Тонус глазных яблок                | Понижен                                                       | Нормальный                                                                  |
| Дыхание                            | Куссмауля (большое, шумное)                                   | Нормальное                                                                  |
| Пульс                              | Частый, плохого наполнения                                    | Тахикардия, иногда брадикардия                                              |
| Аппетит                            | Отсутствие аппетита, тошнота, рвота                           | В начале развития гипогликемии                                              |
| Абдоминальный синдром              | Иногда                                                        | Не бывает                                                                   |
| Температура тела                   | Ниже нормы                                                    | Чаще нормальная                                                             |
| Периферическая кровь               | Часто гематоренальный синдром                                 | Нормальная                                                                  |
| Запах ацетона в выдыхаемом воздухе | Есть                                                          | Обычно нет                                                                  |
| Ацетонурия и глюкозурия            | Есть                                                          | Нет                                                                         |
| Гипергликемия                      | Есть                                                          | Уровень глюкозы в крови понижен или нормален (но может быть повышенный)     |
| Резервная щелочность крови         | Падение                                                       | Нормальная                                                                  |
| Гиперкетонемия                     | Есть                                                          | Нет                                                                         |

Некоторая неоднозначность параметров в столбце «Гипогликемическая кома» объясняется тем, что данный вид острой декомпенсации сахарного диабета может развиваться на фоне нарушенных ранее показателей углеводного обмена. Например, при кетоацидозе пациент излишне увеличил дозу или пропустил приём пищи — в моче будет определяться и глюкоза и ацетон, оставшиеся от предыдущего состояния. В этой ситуации не исключено определение повышенного уровня гликемии, так как нервная система реагирует не только на абсолютно низкий показатель глюкозы в крови, но и на резкое её снижение (более 5 ммоль/л). Кроме того, возможен вариант «голодного ацетона», то есть наличие в моче кетоновых тел при полном отсутствии глюкозы (синдром хронической передозировки инсулина). (В ответ на гипогликемию компенсаторно повышается выделение контринсулиновых гормонов, что способствует возникновению кетоацидоза и декомпенсации сахарного диабета.)

## Лечение

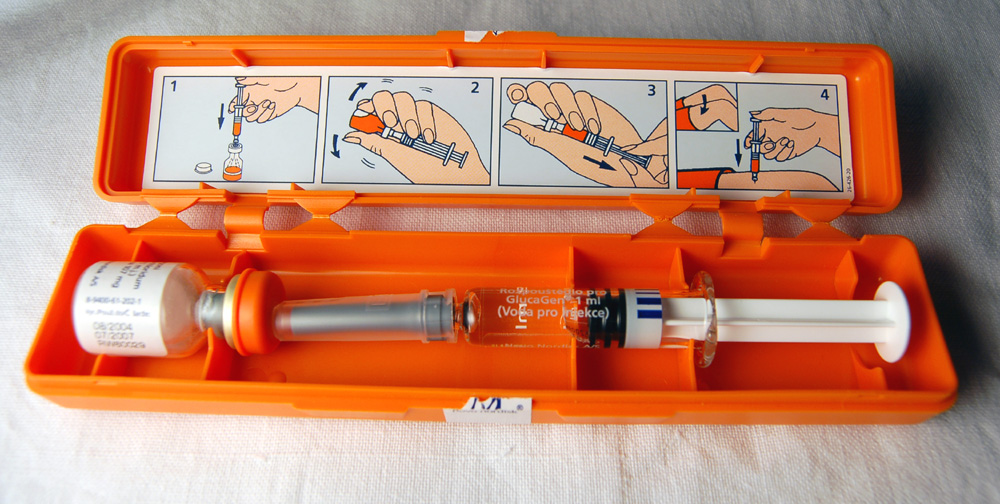
Глюкагон — первая помощь при тяжёлой гипогликемии

Выше отмечалось, что гипогликемическая кома развивается внезапно, следовательно, как и для любого коматозного состояния, лечение должно быть неотложным. Основные лечебные мероприятия осуществляются на догоспитальном этапе, и только при их безуспешности терапию продолжают после госпитализации. Начинают вводить глюкозу в организм пострадавшего. Чаще это делают родственники или друзья, ознакомленные с характером заболевания; полицейские, обнаружившие карточку «Диабет» в кармане пострадавшего или психиатрические бригады, которые неоправданно вызываются в подобных ситуациях. Если есть возможность струйно вводят в вену 40 % раствор глюкозы (20—100 мл) до выхода пациента из комы. В тяжёлых случаях применяют адреналин (1 мл 0,1 % раствора под кожу) или глюкокортикоиды внутривенно или внутримышечно или глюкагон согласно прилагаемой инструкции.
Если нет возможности сделать инъекцию, поручают кому-либо вызвать машину скорой помощи и приступают к введению глюкозы всеми доступными способами:
- пока сохранён глотательный рефлекс — пострадавшему дают пить раствор глюкозы или любой сладкий сок (виноградный, яблочный и подобный, предпочтение отдают сокам без мякоти, напитки на сахарозаменителях здесь бесполезны),
- если глотательный рефлекс отсутствует, а зрачки широкие и не реагируют на свет — капают раствор глюкозы под язык пострадавшего, поскольку даже в коме при расстройстве микроциркуляторного русла способность усваивать глюкозу из-под языка сохраняется, но делают это с осторожностью — капают небольшими количествами, чтобы пострадавший не захлебнулся (в глубокой коме человек утрачивает глотательный рефлекс). Фирмы-производители выпускают глюкозу в виде геля — при наличии достаточного опыта, можно использовать гель или мёд, химическая формула которого идентична сахарозе.

До установления характера коматозного состояния и определения уровня глюкозы в крови введение инсулина нецелесообразно и даже опасно. Так, при гипогликемической коме инсулин усугубляет тяжесть расстройств, его введение может оказаться фатальным. Ни в коем случае не вводят инсулин (обычно шприц находят в кармане потерпевшего), так как глюкоза спасёт жизнь или не навредит (при диабетической коме количество глюкозы, которое употребит пострадавший, существенно не изменит ситуации — слишком большой объём разведения — у взрослого это 5 литров циркулирующей крови и введенные дополнительно миллилитры мизерны), а вот введенный гормон инсулин при гипогликемической коме резко снижает шансы организма самостоятельно справиться с ситуацией. Кстати, некоторые фирмы-производители оборудуют свои средства введения инсулина автоматической блокировкой. Делается это для исключения возможности «неосознанного» введения инсулина.

### Показания для неотложной госпитализации
- при повторном внутривенном введении глюкозы гипогликемия не купируется и сознание пострадавшего не восстанавливается;
- гипогликемическое состояние купировано на догоспитальном этапе, однако сохраняются или появились симптомы сердечно-сосудистых, церебральных нарушений, неврологических расстройств, не свойственные обычному состоянию больного;
- развитие повторных гипогликемических реакций вскоре после проведённых лечебных мероприятий[4].

## Профилактика
Профилактика гипогликемий заключается в строгом соблюдении режима труда и диеты, адекватной и своевременной коррекции дозы инсулина, если это необходимо. Основные усилия должны быть направлены на профилактику гипогликемических состояний, которые в большинстве случаев являются результатом неадекватной терапии сахарного диабета.
При лечении больных сахарным диабетом любого типа идеальным является максимально возможное приближение к нормальному состоянию углеводного обмена. Современные подходы к лечению включают три главных компонента:
- введение инсулина или таблетированных сахароснижающих средств,
- соблюдение диеты,
- дозированная физическая нагрузка.

Ни один из этих компонентов сам по себе недостаточен для успешного лечения, а применение сахароснижающих средств или физической нагрузки без приёма углеводов может спровоцировать развитие гипогликемии и даже комы. Все пациенты, а также члены их семей должны быть знакомы с признаками гипогликемических состояний, правилами их предупреждения и устранения.

## Прогноз
Гипогликемическая кома при своевременном и правильном лечении не представляет такой опасности для больного, как диабетическая, летальные исходы крайне ре́дки. Однако частые гипогликемические комы и даже гипогликемические состояния могут вызывать серьёзные церебральные нарушения (вплоть до деменции). Они крайне опасны у лиц с сердечно-сосудистыми расстройствами (могут провоцировать инфаркт миокарда, инсульт, кровоизлияние в сетчатку).

## Изучение проблемы
Ученые из Кембриджского университета в результате исследования пришли к выводу, что собаки могут почувствовать приближение приступа гипогликемии у больного сахарным диабетом I типа. Оказывается, что при гипогликемии диабетики выделяют изопрен, который вызывает у собак повышенное беспокойство.